# Národní park Pembrokeshire Coast

národní park na mapě Pembrokeshire

Národní park Pembrokeshire Coast (velšsky Parc Cenedlaethol Arfordir Penfro) je jeden ze tří národních parků ve Walesu. Leží na pobřeží hrabství Pembrokeshire. Vyhlášen byl roku 1952 a jeho rozloha je 629 km2. Parkem prochází 299 kilometrů dlouhá stezka Pembrokeshire Coast Path, která byla otevřena v roce 1970. Jde o jediný národní park ve Spojeném království, který byl vyhlášen především kvůli pobřežní přírodě.